# Sun Yat-sen
Sun Zhongshan (Chinees: 孫中山) of Sun Yixian/Sun Yat-sen (Chinees: 孫逸仙) (Cuiheng, 12 november 1866 – Peking, 12 maart 1925) was een Chinese revolutionair, eerste president en grondlegger van de Republiek China ("Nationalistisch China"). Als de belangrijkste pionier van de Republiek China wordt hij beschouwd als de "Vader van de Natie" in Taiwan en de "voorloper van de democratische revolutie" in de Volksrepubliek China. Sun speelde een cruciale rol in de omverwerping van de Qing-dynastie tijdens de jaren die zouden leiden tot de Xinhai-revolutie. Hij was later medeoprichter van de Kwomintang en was daarvan de eerste leider. Sun was een verenigende figuur in post-keizerlijk China en is uniek omdat hij vereerd wordt aan weerszijden van de Straat van Taiwan.
Hoewel Sun beschouwd wordt als een van de grootste leiders van het moderne China, was zijn politiek leven er een van constante strijd en veelvuldige ballingschap. Na het succes van de revolutie verloor hij snel de macht in de net opgerichte Republiek China en stond hij aan het hoofd van opeenvolgende revolutionaire regeringen als uitdaging voor de krijgsheren die grote delen van de natie beheersten. Sun maakte niet mee hoe zijn partij de macht over het land in handen kreeg tijdens de Noordelijke Expeditie. Zijn partij, die een breekbare alliantie vormde met de communisten, splitste na zijn dood in twee delen. Suns belangrijkste nalatenschap bestaat in de ontwikkeling van zijn politieke filosofie die bekendstaat als de Drie principes van het volk: nationalisme, democratie en volkswelvaart.

## Jeugd
Sun was een zoon van Sun Dacheng (1813-1888), een arme boer die nog een tijdje in Macau had geleefd als kleermaker, en van Yang Tang Fai (1828-1910), in de biografische literatuur beter bekend als Madame Yang. Sun was van Hakka-afkomst. In 1879 volgde hij zijn moeder naar Hawaï, waar zijn 12 jaar oudere broer Sun Mei (1854-1915) een welvarend zakenman geworden was. Deze broer stuurde geregeld geld naar zijn ouders, waardoor ze op het einde van hun leven vrij welvarend werden in hun dorp. Sun Yat-sen leerde Engels spreken aan het Iolanicollege op Hawaï, dat door missionarissen geleid werd. In 1883 zond zijn broer hem terug naar China, omdat hij vreesde dat Sun Yat-sen zich tot het christendom zou bekeren onder invloed van christelijke scholen op Hawaï. Christendom en revolutie hadden volgens Sun wat gemeen: beide zaken betekenden voor hem vooruitgang. 
Terug in Cuiheng lachte hij om het bijgeloof van de dorpelingen en ging zelfs over tot vandalisme. Hij vernielde de afgodsbeelden in zijn dorp en moest vluchten voor de woede van de dorpelingen. Hij ging naar Hongkong om verder te studeren. Daar liet hij zich dopen. Hij viel er onder de hoede van twee missionarissen die financieel voor hem zorgden. In 1885 trouwde hij met Li Muzhen; dit huwelijk was door zijn ouders gearrangeerd. Van 1887 tot 1892 studeerde hij westerse geneeskunde in Hongkong. Sun was een van de eerste afgestudeerden van het instituut (College Of Medicine for Chinese People), dat in 1887 door de London Missionary Society was gesticht.

## Revolutionair en democraat
Sun raakte ervan overtuigd dat China moest moderniseren, dat de Qing-dynastie diende te worden afgeschaft, en dat China een republiek moest worden naar westers (Amerikaans) model. Die overtuiging propageerde hij via het netwerk van bekeerde Chinezen en missionarissen waarin hij zich bevond, en dankzij steun van de invloedrijke Ho Kai. Sun schreef een brief aan de hervormingsgezinde generaal en invloedrijke hoveling Li Hongzhang, waarin hij zijn ideeën uitdrukte, zonder resultaat, hoogstwaarschijnlijk omdat Li geen adviezen aannam van westers gevormde Chinezen. De Chinese adel accepteerde hem ook niet wegens zijn gebrek aan klassieke Chinese vorming; bovendien was hij niet van voorname afkomst. Sun gaf zijn artsenpraktijk in 1894 op en ging opnieuw naar Hawaï waar hij te Honolulu de Xingzhong Hui (Genootschap voor de Opleving van China) stichtte. Sun legde de grondslag voor de Xingzhong Hui, de Drie Volksbeginselen, nationalisme, socialisme (volkswelzijn) en democratie. Spoedig verkreeg hij een grote aanhang, vooral van in de VS en in Japan verblijvende Chinezen. Sun en de zijnen dachten aanvankelijk China na het ten val brengen van het keizerrijk snel te kunnen transformeren in een democratie, iets waar hij later op terug moest komen.

## Ballingschap
Na een mislukte volksopstand in Guangzhou in 1895 ging Sun in ballingschap. In oktober 1896 bevond hij zich in Europa. Daar werd hij ontvoerd door agenten van het Keizerrijk, die hem terug naar China wilden brengen waar hij dan geëxecuteerd zou worden voor zijn rol in de opstand. James Cantlie, zijn leraar geneeskunde tijdens zijn studies in Hongkong, maakte de ontvoering bekend. De Chinezen lieten hem onder druk vrij. Sun schreef een uitgebreid verslag over dit feit, met de bedoeling om het Chinese Rijk in diskrediet te brengen. Daarna zette hij zijn bezoek door Europa voort, bestudeerde de Europese politieke systemen en vestigde zich in 1897 in Japan. Daar ontmoette hij Miyazaki Toten, met wie hij jarenlang bevriend zou blijven. Toten, die heel wat connecties had in de politieke kringen, financierde Suns genootschap en stond achter zijn ideeën. Toen Toten in september 1900 te Singapore werd aangehouden was het Sun die zijn vrijlating bewerkstelligde. Sun woonde onder een valse naam in Yokohama. In 1898 ontving hij de ambassadeur van de Filipijnen, Mariano Ponce, bij hem thuis. Ponce werkte voor de regering van Emilio Aguinaldo, die in oorlog verwikkeld was met het Amerikaanse koloniale bewind. Sun hielp hem aan wapens, maar de samenwerking was van korte duur.
In de jaren voor de Wuchangrevolutie in 1911 reisde Sun veel in het buitenland, om Chinese emigranten toe te spreken en aanhangers te vinden. In 1904 was hij in San Francisco, in 1905 gaf hij een toespraak in Brussel en in augustus 1905 bevond hij zich opnieuw in Tokio. Daar verenigde hij op 20 augustus 1905 verschillende kleine genootschappen in de Tongmenghui, de voorloper van de Kwomintang. Hij zocht in het volgende jaar ook toenadering tot Vietnam, maar vond er geen stevige basis. De Fransen liepen niet warm voor zijn ideeën en de revolutionair Phan Boi Chau stond dichter bij de ideeën van Liang Qichao. Wel vond Sun financiers in Maleisië en Singapore.

## President van China
Sun was niet direct betrokken bij de omverwerping van het keizerrijk. Hij bevond zich in het Amerikaanse Denver, toen op 11 oktober 1911 een opstand van militairen uitbrak in de kazerne van Wuchang. Ze riepen de verschillende provincies op om zich af te scheiden van het Keizerrijk. De Chinese regent zond zijn beste generaal, Yuan Shikai, om de rebellie te onderdrukken. Sun vernam het nieuws in de krant en keerde haastig terug naar China. In een stemming door de provinciale vertegenwoordigers werd hij op 29 december tot president benoemd. Hij haalde Yuan Shikai over om zich aan zijn zijde te voegen in ruil voor het voorlopige presidentschap van de Chinese republiek. De generaal, die aanvoelde dat de dagen van het Keizerrijk toch geteld waren, ging hierop in en vestigde zich in Peking. Hij werd benoemd op 15 februari 1912. Met het vooruitzicht op verkiezingen doopte Sun de Tongmenghui om naar Kwomintang ('Volkspartij'). De positie van keizer Puyi werd hiermee onhoudbaar. Op 12 februari deed de keizer afstand van de troon.

## Hulp van de Russen bij de verovering van Zuid-China
Tot de dood van Yuan in 1916 verbleef Sun in Japan. Terug in China vestigde hij zich in een buitenlandse concessie bij Nanking. In 1917 benoemde de Nationale Assemblée (die sinds 1915 niet meer bijeen was gekomen) Sun tot voorzitter van de Militaire Regering van China. Na de Oktoberrevolutie in Rusland in 1917 kwamen de bolsjewieken aldaar aan de macht. Sun wendde zich voor hulp tot de communistische regering in Rusland. Deze bleek maar al te graag bereid om hem te helpen. Daaraan verbonden zij echter één voorwaarde: de leden van de Chinese Communistische Partij (CCP) moesten kunnen toetreden tot de Kwomintang. Dat gebeurde dan ook. Het socialisme van Sun werd nu belangrijker binnen de Kwomintang. Sun werd voorzitter van de Kwomintang en tevens grootmaarschalk en generalissimo van de nationalistische Kwomintang-legers. De regering van Sun werd in Kanton gevestigd (1921). Dankzij de Sovjet-Russische militaire, waaronder de Militaire Academie van Whampoa, en logistieke steun wisten de nationalistische legers Zuid-China op de krijgsheren te veroveren (1923).
De invloed van de CCP op het beleid van de Kwomintang nam steeds meer toe. Sun werd een bewonderaar van de Russische leider Lenin, hoewel hij het bolsjewisme afwees, evenals de dictatuur. Suns opvolger, generalissimo Chiang Kai-shek bleek echter een tegenstander te zijn van de toetreding van communisten van de CCP tot de Kwomintang, maar hield zijn opvattingen voor zichzelf. Andere leden van de Kwomintang deden dat niet, waarna er problemen ontstonden tussen de diverse facties. Sun trad op als bemiddelaar.

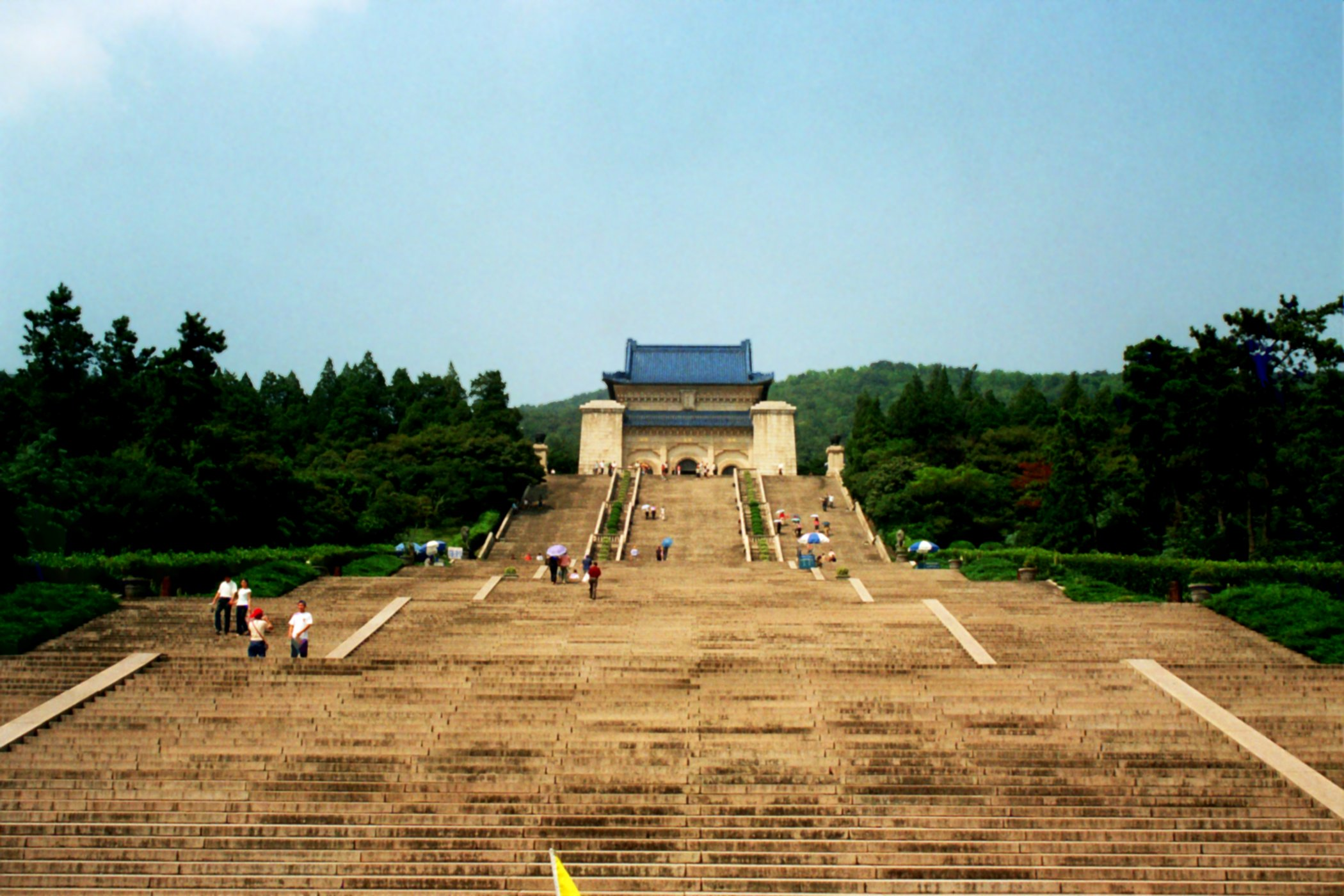
Mausoleum van Sun Zhongshan in Nanking

## Dood
In het voorjaar van 1925 reisde Sun naar Peking, waar hij op 22 februari 1925 aan een plotselinge ziekte overleed. Hij wist nog wel een testament op te stellen. Dit ademde een sfeer uit van leninisme en christendom - het geloof dat Sun zijn hele leven lang trouw was gebleven - en riep op tot verzoening tussen de fracties van de Kwomintang. Sun riep tevens op tot het voortzetten van de drie volksbeginselen, zoals hij die aan het begin van zijn carrière had geformuleerd.

## Naam
Sun Yat-sen is bekend onder verschillende namen. De naam waarin hij in de annalen van zijn familie staat bijgeschreven is Sun Deming (孫德明). Het eerste karakter van deze naam, De (德), is het eerste karakter van de naam van alle zoons van zijn generatie in deze familie. Suns melknaam, de naam zoals hij als klein kind genoemd werd, was Sun Dixiang (孫帝象).
Toen Sun tien jaar was, ging hij naar school; hierbij kreeg hij ook een schoolnaam, namelijk Wen (文). Sun is bij veel Chinezen bekend onder deze naam, Sun Wen. Later, tijdens zijn studie in Hongkong, koos Sun bovendien een pseudoniem, in het Kantonees uitgesproken als Yat-sen. Hij schreef deze naam aanvankelijk als 日新 (Mandarijn: Rixin, 'elke dag vernieuwen'), later veranderde een professor van hem het in 逸仙 (Mandarijn: Yixian). Deze laatste naam gebruikte Sun vaak in zijn contacten met westerlingen en het is dan ook onder deze naam dat hij in het westen bekend is.
In zijn revolutionaire tijd gebruikte Sun vele namen om de autoriteiten te misleiden. In Japan was dat Nakayama (中山, in het Mandarijn uitgesproken als Zhongshan), een bekende Japanse familienaam. Deze naam, oorspronkelijk een familienaam, werd uiteindelijk Suns Chinese eigennaam. Sun Yat-sen is in China nog het meest bekend als Sun Zhongshan.

## Betekenis
Zowel de communisten van Mao Zedong als de nationalisten van Chiang Kai-shek beschouwen Sun Yat-sen als hun Vader des Vaderlands. Zowel in de Volksrepubliek China als de Republiek China bevinden zich standbeelden en herdenkingscentra voor Sun Yat-sen. Chiang Kai-shek riep Sun in 1940 uit tot 'Grondlegger van de Chinese Republiek'. De jiaxiang en geboorteplaats van Sun Zhongshan, Cuiheng, is een waar bedevaartsoord voor Chinese communisten en patriotten.
- Bibsys: 90159696
- Biblioteca Nacional de Chile: 000036578
- Bibliothèque nationale de France: cb120145093 (data)
- Catàleg d'autoritats de noms i títols de Catalunya: 981058517475106706
- CiNii: DA00552812
- Gemeinsame Normdatei: 118620045
- International Standard Name Identifier: 0000 0001 2320 5197
- KulturNav: ba3dade0-8bf4-45da-9030-a3b1516bbf11
- Library of Congress Control Number: n79148295
- Nationale Bibliotheek van Letland: 000084108
- MusicBrainz: 3d37ec30-ed74-4dc2-8581-eb849c5fc832
- National Archives and Records Administration: 10582860
- National Central Library: 1084237
- Bibliotheek van het Japanse parlement: 00313627
- Nationale Bibliotheek van Tsjechië: jn20000701744
- Nationale bibliotheek van Australië: 36592213
- Nationale Bibliotheek van Israël: 987007268501105171
- Nationale Bibliotheek van Polen: a0000001839409
- Nederlandse Thesaurus van Auteursnamen: 13939964X
- Réseau des bibliothèques de Suisse occidentale: 02-A000158261
- LIBRIS: 94893
- SNAC: w6s1841f
- Système universitaire de documentation: 028275586
- Museum of New Zealand Te Papa Tongarewa: 46141
- Trove: 1310225
- Virtual International Authority File: 39388447
- WorldCat: E39PBJktrbxv9Ytqf86XJjKcfq